# Histoire d'Éléonore de Parme

Histoire d'Éléonore de Parme est une nouvelle anonyme anglaise.
Richard Bolster, auteur de l'édition critique parue en 1997, estime qu'elle a probablement été écrite par une femme. Stendhal, qui a lu la nouvelle en 1810, pourrait selon lui s'en être inspiré pour son roman La Chartreuse de Parme, en particulier pour la mort de Sandrino, le fils de Clélia Conti et de Fabrice del Dongo.